# Fox e-mobility
Fox e-mobility AG – niemiecki producent elektrycznych samochodów z siedzibą w Monachium działający od 2018 roku. Oferuje pojazdy pod marką Mia.

## Historia
W 2018 roku w niemieckim Monachium powstał motoryzacyjny startup skoncentrowany na rozwoju niewielkich samochodów elektrycznych skierowanych do mieszkańców miast wykorzystujących go do różnych celów. W grudniu 2020 roku firma ogłosiła, że chce odtworzyć produkowany krótko między 2011 a 2013 rokiem projekt jednobryłowego hatchbacka z odsuwanymi drzwiami, który wytwarzała upadła francusko-niemiecka firma Mia Electric. Na przełomie 2020 i 2021 roku samochód przeszedł testy pod nazwą rozwojową Mia 1.0, stanowiąc punkt wyjściowy do prac nad nowoczesną interpretacją pojazdu marki Mia.
W sierpniu 2021 roku Fox e-mobility przedstawiło komputerowe, obszerne wizualizacje własnego rozwinięcia koncepcji dawnego samochodu Mia EV, nadając mu bardziej obłe kształty i wyposażając go w oświetlenie wykonane w technologii LED. Produkcja pojazdu miała rozpocząć się w 2023 roku pod nazwą Mia 2.0.

## Modele samochodów

### Studyjne
- Mia 2.0 (2021)